# Laurențiu Tănase
Laurențiu Tănase (n. 26 iunie 1967, Berca, Buzău) este un teolog român, care a îndeplinit funcția de secretar de Stat pentru Culte în cadrul Ministerului Culturii și Cultelor (2001-2004), în guvernul Năstase (PSD). Doctor în teologie, Laurențiu Tănase a fost lector universitar la disciplina sociologia religiilor, la Facultatea de Teologie Ortodoxă a Universității din București. Între 2006-2012 a fost membru în Consiliul Național pentru Studierea Arhivelor Securității, din partea PSD.

## Studii
Laurențiu Tănase a absolvit în anul 1993, ca șef de promoție, cursurile Facultății de Teologie Ortodoxă din București, unde a fost admis (primul pe listă) și la cursuri de doctorat pentru anii 1994-2000. 
Între anii 1995-1996 a urmat cursuri post-universitare de studii ecumenice la Institutul Ecumenic din Bossey, din cadrul Consiliului Ecumenic al Bisericilor, institut ținând de Universitatea din Geneva (Elveția). Tema memoriului de absolvire a fost „Psihosociologia sectelor și formarea ecumenică”. 
A urmat apoi un an de studii Facultatea de Teologie protestantă - Centrul de sociologie religioasă, din cadrul Universității de Științe Umaniste „Marc Bloch” din Strasbourg (Franța), unde a obținut Diploma de studii aprofundate (D.E.A.) - doctorat, cu memoriul „Sectele și noile mișcări religioase în România - o abordare sociologică”. Ulterior, între anii 1997-2001, a fost bursier al guvernului francez la cursuri de doctorat în sociologie religioasă la aceeași Facultate de Teologie protestantă din Strasbourg, obținând titlul de doctor în Teologie cu teza „Noile mișcări religioase în România de la căderea comunismului până astăzi”.
În anul universitar 1999-2000 a obținut D.E.A. - doctorat la Institutul de Înalte Studii Europene (IHEE) de la Universitatea „Robert Schuman” din Strasbourg, cu memoriul: „Războiul din Kosovo și consecințele sale politice pentru România”. În paralel, a urmat ciclul de pregătire cu tema „Cunoașterea Uniunii Europene”, destinat instituțiilor europene, în cadrul IHEE. În anul 2005, a obținut titlul științific de doctor în sociologie religioasă, în calitate de bursier al guvernului francez, la Universitatea de Științe Umaniste „Marc Bloch” din Strasbourg, Franța (2005).

## Activitatea profesională
După absolvirea facultății, în perioada 1993-1995, Laurențiu Tănase a predat ca profesor de religie și metodologie pedagogică la Liceul Pedagogic din București, iar din 1996 a fost asistent universitar titular la Facultatea de Teologie Ortodoxă a Universității „Ovidius” din Constanța.
Între anii 1996-2000 a fost acreditat permanent în calitate de corespondent de presă la Centrul de presă al Consiliului Europei de la Strasbourg. În această calitate, a participat la toate reuniunile și sesiunile Adunării Parlamentare a acestuia. 
A fost membru al echipei de cercetători în sociologie religioasă a Centrului de Sociologie a Religiilor și Etică Socială al Universității de Științe Umaniste „Marc Bloch” din Strasbourg, al Grupului de cercetare și studii dogmatice și ecumenice (G.R.E.D.O.) al Facultăților de Teologie catolică și protestantă din același oraș și al Asociației Franceze de Sociologie Religioasă din cadrul Centrului Național de Cercetare Științifică de la Paris. De asemenea, a fost membru al Grupului Tânărului Ecumenist din Europa, atașat Centralei Ecumenice din Frankfurt pe Main (Germania), și membru corespondent al Asociației Caritabile Ecumenice „Interface” de la Souffork, Anglia, al Centrului pontifical „Pro-Unione” de la Roma, al Biroului Catolic de Informație și Inițiativă pentru Europa de la Strasbourg. De asemenea, este membru fondator al Conferinței Tinerilor Teologi Ortodocși Români (CTTOR).
Începând din anul 1995, Laurențiu Tănase a participat la 18 congrese și reuniuni de specialitate și la 12 colocvii și forumuri internaționale. A semnat circa 20 de articole de specialitate - teologie, sociologie și ecumenism, metodologie și pedagogie creștină, informații religioase - în publicații din țară și din străinătate.
La data de 5 ianuarie 2001 a fost numit în funcția de Secretar de Stat pentru Culte în Ministerul Culturii și Cultelor, funcție pe care a deținut-o până la 29 decembrie 2004. Propus de către PSD, el a fost ales ca membru al Colegiului CNSAS, fiind validat de către Parlament la 23 martie 2006, având un mandat de 6 ani.
În paralel cu această activitate, Laurențiu Tănase a fost lector universitar titular la Catedra de Sociologia Religiilor de la Facultatea de Teologie Ortodoxă din cadrul Universității București.

## Legături suplimentare
- CNSAS - Laurențiu Tănase
- Catholica, 26 februarie 2001 - Secretarul de Stat pentru Culte - specializat în ecumenism și sociologie religioasă